# Heikeopsis japonica

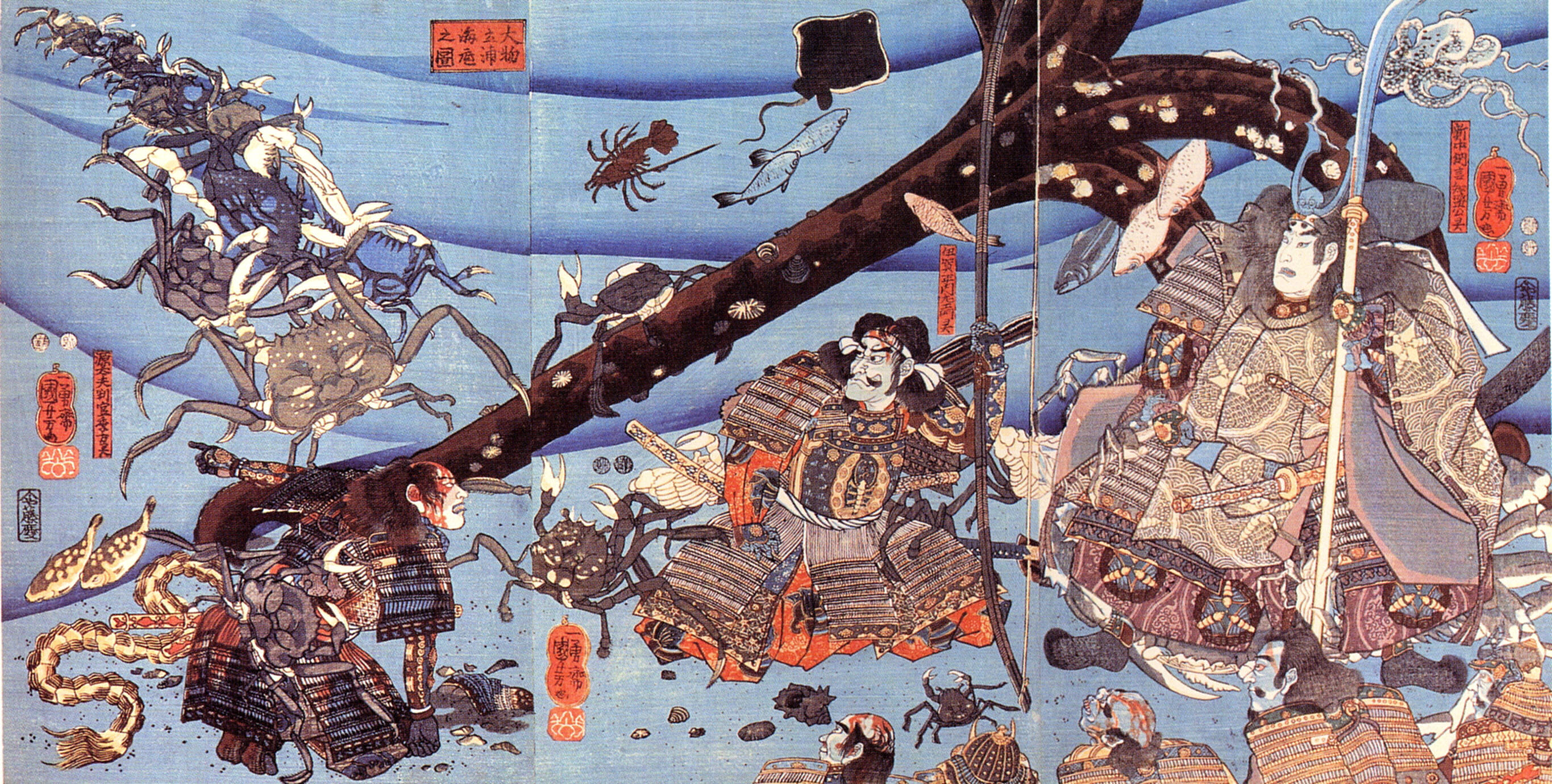
Heikegani con volti umani (a sinistra), in un ukiyo-e di Utagawa Kuniyoshi.

Heikeopsis japonica (von Siebold, 1824) è un granchio originario del Giappone, dove è chiamato Heikegani (平家蟹, ヘイケガニ?). È caratterizzato da un guscio rassomigliante un volto umano e la credenza popolare vuole che questi crostacei siano le reincarnazioni degli spiriti dei guerrieri Heike uccisi nella Battaglia di Dan-no-ura, come narrato nello Heike Monogatari.

## Origine deldisegnosul carapace
Gli Heikegani sono stati usati da Carl Sagan nella sua popolare serie televisiva di divulgazione scientifica Cosmo come un esempio di selezione genealogica involontaria, un'interpretazione pubblicata da Julian Huxley nel 1952. Secondo questa ipotesi, i granchi con il carapace simile ad un volto di Samurai, erano rigettati in mare dai pescatori che li trovavano come forma di rispetto verso i guerrieri Heike, mentre quelli che non rassomiglianti venivano mangiati, dando ai primi una maggiore possibilità di riprodursi. Così, più i granchi ricordavano un viso umano, più facilmente erano risparmiati e rigettati in acqua.
Questa idea ha però riscontrato un certo scetticismo, come notato da Joel W. Martin. Dato che gli uomini non usano gli Heikegani come alimento, Martin presuppone che non ci sia una pressione artificiale che favorisca la proliferazione di tali granchi, contrariamente alla spiegazione di Sagan. I rilievi presenti sul carapace hanno uno scopo molto funzionale, come collegamenti di muscoli. Modelli simili si trovano in varie specie in molte parti del mondo, tra cui resti fossili.